# Onosma urmensis
Onosma urmensis är en strävbladig växtart som beskrevs av Jiří Ponert. Onosma urmensis ingår i släktet Onosma och familjen strävbladiga växter. Inga underarter finns listade i Catalogue of Life.